# Rhypholophus lichtwardti
Rhypholophus lichtwardti är en tvåvingeart som först beskrevs av Paul Lackschewitz 1935.  Rhypholophus lichtwardti ingår i släktet Rhypholophus och familjen småharkrankar. Inga underarter finns listade i Catalogue of Life.